# 学知园站
学知园站（工程名学清路站）是一个位于中国北京市海淀区学院路街道学清路、月泉路交叉口，属于北京地铁昌平线的地铁车站，2023年2月4日随昌平线清河站-西土城段一同开通。

## 位置
学知园站位于学清路与月泉路交叉口。车站呈南北向布置。

## 车站结构

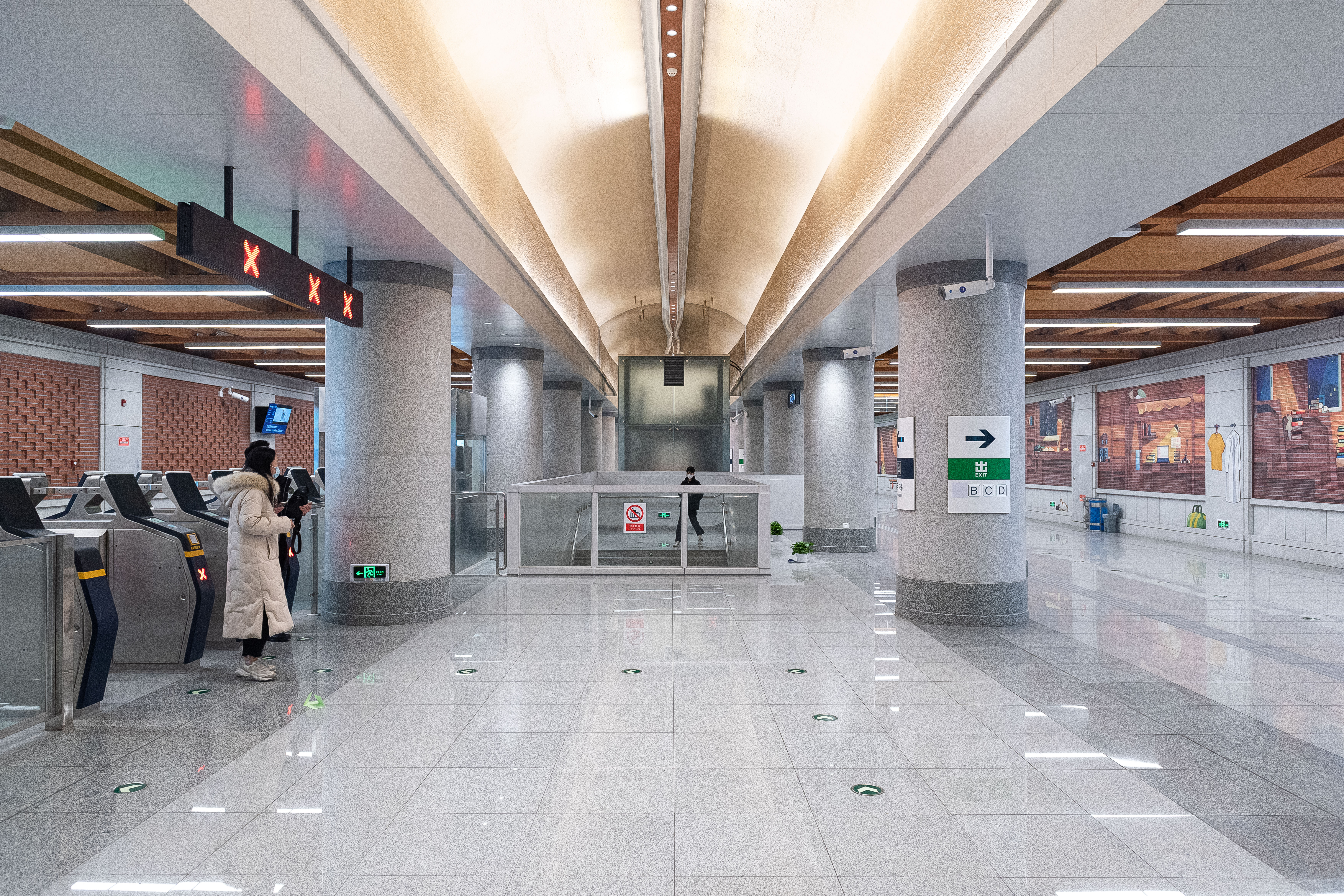
站厅

学知园站为地下二层双柱三跨岛式车站，有效站台长118米，站台宽12米，4个出入口分别连接路口四个象限，主体结构采用明挖法施工，B、C、D出入口及1号风亭采用明暗挖结合，其余附属结构均采用明挖法施工，A口预留商业开发条件。
| 地面 |                    | 出入口                              |  |  |
| B1层 | 站厅               | 客服中心、自动售票机、进出站闸机    |  |  |
| B2层 |                    | █ 昌平线 往昌平西山口（清河小营桥） |  |  |
|      | 岛式站台，左侧开门 |                                     |  |  |
|      |                    | █ 昌平线 往蓟门桥（六道口）         |  |  |

### 出入口
本站初期开放3个出入口，A口则因一体化开发暂缓开通。
| 编号                  | 指示   | 建议前往的目的地                     | 图片   | 无障碍设施 |
| --------------------- | ------ | ------------------------------------ | ------ | ---------- |
| （暂缓开通）          | 不適用 | 不適用                               | 不適用 | 不適用     |
| 出口 · B · 升降机标志 | 学清路 | 学清路（东侧）、银泉路、科技财富中心 |        |            |
| 出口 · C              | 学清路 | 学清路（东侧）、银泉路、学清嘉创大厦 |        | 不適用     |
| 出口 · D              | 学清路 | 学清路（西侧）、月泉路               |        | 不適用     |
| 註： 設有             |        |                                      |        |            |

## 车站艺术
本站站厅付费区布设有题为《青春校园》的艺术墙，展现了图书馆、篮球场、自习室、宿舍、实验室等大学生活场景。

## 历史
本站工程名为学清路站。2021年7月19日，北京市规划和自然资源委员会公布的昌平线南段各站命名预案中，本站称学清站。
2022年6月，本站定名学知园站。
2023年2月4日，本站开通运营。